# نصف دولار ليكسينغتون-كونكورد بمناسبة الذكرى المائة والخمسين
نصف دولار ليكسينغتون-كونكورد بمناسبة الذكرى المائة والخمسين، وأحيانًا نصف دولار ليكسينغتون-كونكورد أو نصف دولار باتريوت، هو قطعة تذكارية بقيمة خمسين سنتًا سُك بواسطة مكتب سك العملة الأمريكي في عام 1925 تكريمًا للذكرى السنوية المائة والخمسين لمعارك ليكسينغتون وكونكورد، والتي بدأت الحرب الثورية الأمريكية. صُمم بواسطة Chester Beach وتتميز بتمثال The Minute Man لدانيال تشيستر فرينش عام 1874 على الوجه الأمامي.
في عام 1924، قَدم أعضاء الوفد الكونغرسي لولاية ماساتشوستس مشروع قانون من شأنه أن يوفر نصف دولار تذكاريًا لهذه الذكرى. ومُرر المشروع القانون في مجلسي الكونغرس ووقع عليه من قِبل الرئيس كالفين كوليدج. كان على بيتش أن يرضي اللجان كل من ليكسينغتون وكونكورد، وافقت لجنة الفنون الجميلة على التصميم على مضض، حيث شعرت أن بيتش حصل على مواد رديئة للعمل بها.
بيعت العملات المعدنية بمبلغ دولار واحد في احتفالات الذكرى السنوية في ليكسينغتون وكونكورد؛ كما بيعت أيضًا في البنوك في جميع أنحاء إنجلترا الجديدة. على الرغم من سك ما يزيد قليلاً على نصف العملات المصرح بها والتي بلغت 300 ألف عملة، إلا أن كل العملات التي سُكت تقريبًا بيعت. اعتمادًا على الحالة، صُنفت بالمئات من الدولارات.

## خلفية
وقعت معركتا ليكسينغتون وكونكورد في تلك البلدات المجاورة في ماساتشوستس في 19 أبريل/نيسان 1775. وأدى العِداء بين الحكومة البريطانية والمستعمرين الأميركيين الذي سبق الحرب الثورية، بحلول أوائل عام 1775، إلى تشكيل مجموعات ميليشيا معادية للبريطانيين في منطقة بوسطن. كانت هذه المجموعات، تحت سيطرة لجنة السلامة التابعة لزعيم ماساتشوستس جون هانكوك، تُعرف في كثير من الأحيان باسم "الرجال الدقائقيين" بسبب استعدادهم للتجمع للقتال في أي لحظة. خُزنت مخابئ الذخائر في مدن مختلفة لاستخدامها، بما في ذلك كونكورد.

نقش BEP المصغر لمعركة ليكسينغتون

أصدر وزير الدولة لشئون المستعمرات، اللورد دارتموث، تعليماته إلى القائد البريطاني في بوسطن، الجنرال توماس جايج، للقضاء على هذه المقاومة. في 18 أبريل/نيسان 1775، أصدر جايج أمرًا سريًا للعقيد فرانسيس سميث بالذهاب مع 700 رجل إلى كونكورد وتدمير الذخائر هناك. من غير المؤكد كيف سمع الأميركيون عن الخطة: ولدت زوجة جايج مارغريت في نيوجيرسي وربما كانت جاسوسة. وأبلغ زعيم محلي آخر، جوزيف وارن، بول ريفير وويليام داوز، وسافر الرجلان بطرق منفصلة إلى ليكسينغتون لتنبيه القادة وضباط الميليشيات هناك إلى أن البريطانيين قادمون. تمكن كلاهما من الوصول إلى ليكسينغتون، حيث التقيا مع هانكوك وصامويل آدامز. نُقلت الإمدادات إلى كونكورد.
بدأت القوات البريطانية مسيرتها في الساعة 2 صباحًا في يوم 19 أبريل/نيسان، أرسل سميث قواته إلى الأمام تحت قيادة الرائد جون بيتكيرن. عندما وجد بيتكيرن ورجاله مجموعة من المستعمرين المسلحين في بلدة ليكسينغتون، أمرهم بالتفرق. وفي خضم الفوضى، أطلقت رصاصة من مصدر غير معروف، ما استدعى ردًا قويًا من القوات البريطانية. قُتل ثمانية من الرجال المحليين وأصيب جندي بريطاني واحد. أحرق البريطانيون أو دمروا بأي شكل آخر ما استطاعوا العثور عليه من إمدادات في كونكورد، وحدثت مواجهة ثانية عند الجسر الشمالي، حيث أطلقت "الطلقة الأسطورية التي سمع دويها في جميع أنحاء العالم". كان الجسر تحت سيطرة البريطانيين، وبحلول ذلك الوقت تجمع حوالي 400 من رجال الشرطة. عندما رأوا الدخان يتصاعد من كونكورد، اعتقد المستعمرون أن المدينة تحترق، وحاولوا عبور الجسر لإنقاذها. أطلق البريطانيون النار عليهم، لكن المستعمرين ردوا بإطلاق النار وهزموهم. بدأ البريطانيون، الذين حصلوا على التعزيزات بمجرد إدراكهم أن الريف تحرك ضدهم، مسيرتهم إلى بوسطن وهم يتعرضون لمضايقات من قِبل ما لا يقل عن 2000 جندي. رجال الميليشيا الذين ألحقوا خسائر متواصلة بالنيران حتى تمكن البريطانيون من الحصول على حماية المدافع بالقرب من بوسطن. كانت المواجهات في ليكسينغتون وكونكورد بمثابة المعارك الأولى فيما أصبح يُعرف بالحرب الثورية.

## تشريع
قُدمت قرارات مشتركة متطابقة لإنشاء لجنة الولايات المتحدة للاحتفال بالذكرى المائة والخمسين للمعارك في ليكسينغتون-كونكورد، والسماح بالمشاركة الفيدرالية في الاحتفالات المحيطة بالذكرى المائة والخمسين للمعارك إلى مجلس النواب من قِبل أعضاء الكونغرس عن ولاية ماساتشوستس جون جاكوب روجرز وفريدريك دالينجر في 1 مايو/أيار 1911. قَدم روبرت لوس، وهو أيضًا من تلك الولاية، نسخة مطابقة. كان روجرز يمثل منطقة كونكورد في الكونغرس، في حين كان سكان بلدة ليكسينغتون من بين ناخبي دالينجر. أُحيلت مشاريع القوانين الثلاثة إلى لجنة المكتبة، برئاسة لوسي. وعُقدت جلسات الاستماع في 8 مايو/أيار 1924، بحضور كل من روجرز ودالينجر. وتحدث روجرز عن احتفالات عام 1875 بالذكرى المئوية لمدينتي ليكسينغتون وكونكورد، والتي حضرها الرئيس يوليسيس إس. جرانت، نائب الرئيس هنري ويلسون، رئيس مجلس النواب جيمس جي. بلين، وغيرهم من الشخصيات البارزة. لم تكن هذه الاحتفالات تُعقد بشكل مشترك بين مدينتي ليكسينغتون وكونكورد؛ بل كان هناك برنامجان منفصلان، على الرغم من التعاون الكامل بين المدينتين. كانوا يعتزمون اتباع هذا النمط في الذكرى السنوية المائة والخمسين في عام 1925: على الرغم من أنه سيكون هناك تنسيق كبير، فإن كل مدينة سيكون لها لجنتها الخاصة وأحداثها الخاصة.
حدد روجرز الطلب المقدم لإنشاء اللجنة، على أن يُعين أربعة أعضاء من قِبل كل مجلس من مجلسي الكونغرس، وثلاثة من قِبل الرئيس كالفين كوليدج. أراد روجرز ودالينجر 10 آلاف دولار لتمويل اللجنة، وللحصول على موافقة الكونغرس على إصدار العملات والطوابع التذكارية. أخبر روجرز اللجنة أن اللغة المستخدمة في الأحكام التشريعية الخاصة بالعملة المعدنية استُعيرت من مشروع قانون نصف دولار الذكرى المئوية الثالثة للحاج (1920-1921)، وذكرهم بالعملات التذكارية الأخرى التي صدرت. في ذلك الوقت، لم تكن الحكومة تبيع العملات التذكارية-في أثناء إقرار التشريع، عين الكونغرس منظمة كان لها الحق الحصري في شراء العملات بالقيمة الاسمية وبيعها للجمهور مقابل علاوة. طُلب الحد الأقصى وهو 300,000 قطعة نقدية. وأشار دالينجر إلى أن الحكومة لن تتحمل أي تكلفة من نصف الدولارات التذكارية: بل ستستفيد من رسوم السيادة ولن يُطلب منها أبدًا استردادها، حيث سيحتفظ بها هواة جمع العملات. بعد ظهور عضوي الكونغرس، قَدم الرئيس لوسي خطابًا من زعيم الأغلبية في مجلس الشيوخ، هنري كابوت لودج من ماساتشوستس، يشير إلى دعمه لمشروع القانون. وفي اليوم التالي، قدم لوسي نسخته الخاصة من القرار، مصحوبة بتوصية لجنته بإقراره.
عُرض القرار على مجلس النواب في 7 يونيو/حزيران 1924، عندما طلب لوس من مجلس النواب تمرير التشريع. أشار في تقريره إلى قصيدة رالف والدو إيمرسون الشهيرة "ترنيمة كونكورد" من خلال تضمين عبارة "المزارعون المحاصرون"، وهي الإشارة التي استخدمها أوتيس وينجو من أركنساس كذريعة لإلقاء خطاب مطول حول التعريفات الجمركية، متهماً الأغلبية الجمهورية بإيذاء المزارع. وبمجرد أن انتهى وينجو من إلقاء كلمته وسط تصفيق الجانب الديمقراطي، أقر مجلس النواب مشروع القانون دون تصويت مسجل، وترأس روجرز مجلس النواب في غياب الرئيس. نُقل القرار إلى مجلس الشيوخ في نفس اليوم وأُحيل إلى لجنة المخصصات بمجلس الشيوخ. في 5 يناير/كانون الثاني 1925، أُرجع القرار إلى مجلس الشيوخ من قِبل فرانسيس وارين من وايومنغ، دون تعديل، مع التوصية بإقراره. وسأل السيناتور جوزيف تي روبنسون من أركنساس عن مبلغ المخصصات المخصصة في مشروع القانون، وعندما قيل له إنه 15 ألف دولار، لم يكن لديه أي أسئلة إضافية. مُرر مشروع القانون دون معارضة، وأُقر بتوقيع الرئيس كوليدج في 14 يناير/كانون الثاني 1925.

## تحضير

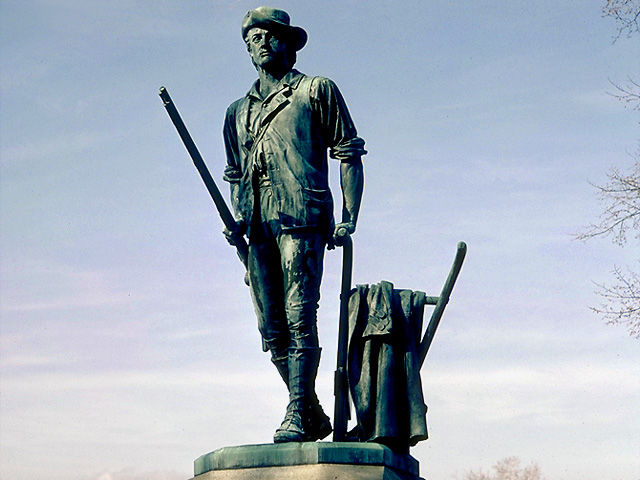
تمثال دانيال تشيستر فرينش عام 1874 الرجل الدقيق

في عام 1923، فكرت اللجان من ليكسينجتون وكونكورد في الضغط من أجل إصدار عُملة تذكارية، واتصلت كل منها، دون علم الأخرى، بتشيستر بيتش، التي يُنسب إليها تصميم نصف دولار الذكرى المئوية لمبدأ مونرو. تمكن بيتش من إقناعهم بدمج جهودهم ووافق كل منهم على دفع نصف أتعابه البالغة 1250 دولارًا. كل مدينة ستُقرر التصميم لجانب واحد من نصف الدولار.
أرسل القاضي بريسكوت كيز، قائد لجنة كونكورد، إلى بيتش التصميم المقترح للوجه الأمامي (جانب كونكورد) في2 فبراير/شباط. 1925، لإبلاغه بتصميم ليكسينغتون للوجه الخلفي، أو جانب ليكسينغتون، والذي سيأتي بعد ذلك قريبًا. وفي اليوم التالي، أرسل إدوارد ستون، محامي لجنة ليكسينغتون، إلى بيتش خطابًا لإضفاء الطابع الرسمي على العقد. لن يُدفع ثمن بيتش إلا بعد موافقة لجنة الفنون الجميلة على نماذج الجبس. رد بيتش على ستون في اليوم الرابع، وذكر أنه تحدث إلى جيمس إيرل فريزر، مصمم عملة النيكل الجاموسية وعضو النحات في اللجنة، وأُبلغ أن اللجنة عقدت اجتماعها الشهري للتو، ولكن يمكن تشكيل النصاب القانوني للموافقة على العملة. أشار بيتش إلى أن دار سك العملة سوف تستغرق ثلاثة أو أربعة أسابيع لبدء سك العُملات بمجرد الحصول على الموافقة النهائية؛ ناقش هذا الأمر مع كبير النقاشين جورج تي مورجان في عام 1924. توفى مورجان مؤخرًا، لكن بيتش لم يكن يتوقع أن يتسبب النقاش الرئيسي الجديد، جون ر. سينوك، في أي تأخيرات إضافية.

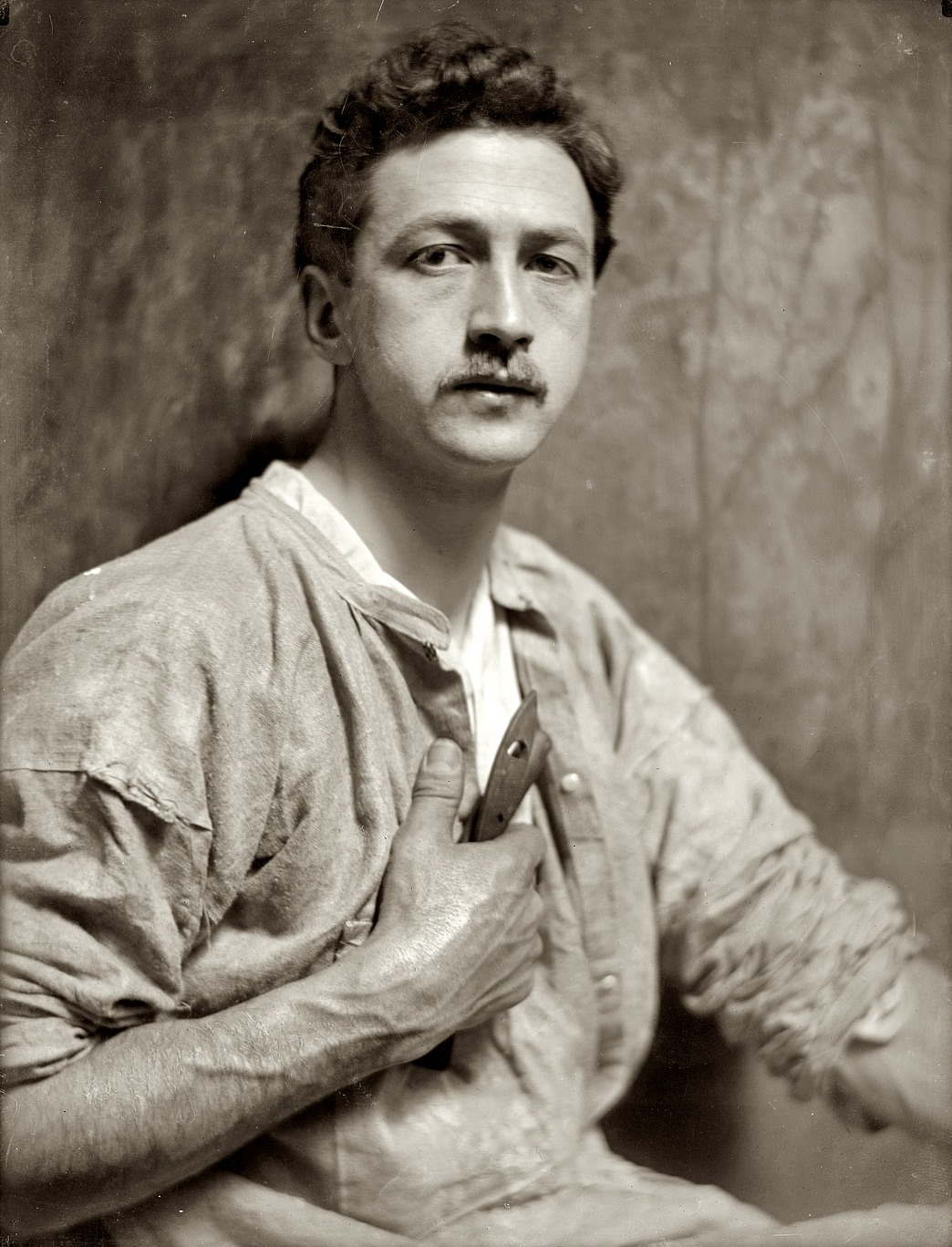
بيتش تشيستر في عام 1910

في 4فبراير/شباط، أرسل الفنان فيليب هولدين من كونكورد إلى بيتش رسومات محسنة لكلا الجانبين. كان لدى بيتش انطباع بأن العام يجب أن يظهر على العملة بمفرده، بالإضافة إلى تواريخ الذكرى السنوية 1775-1925؛ في 5 فبراير/شباط كتب كيز إلى بيتش أنه رأى نصف دولار من عملة الذكرى المئوية الثالثة للحاج، نصف دولار من عملة الهوغونوت، والون. كلاهما يحمل تاريخهما فقط كجزء من الذكرى السنوية. وأشار كيز إلى أن العملتين المعدنيتين تحملان كلمتي "PILGRIM" و"HUGUENOT" على التوالي قبل كلمة "HALF DOLLAR"، واقترح أن تظهر كلمة "PATRIOT" في نفس المكان على العملة المعدنية الجديدة. أشار كيز إلى أن 19 أبريل/نيسان، الذكرى السنوية للمعركتين، هو يوم الوطني في ماساتشوستس. أصر على أن تظهر عبارة "رجل دقائق كونكورد" حتى لو كانت غير مقروءة، "إن عامة الناس في هاتين المدينتين حساسون للغاية في بعض الأحيان تجاه الأمور التافهة، ولذلك حرصنا أنا والسيد ستون على التوصل إلى اتفاق بشأن جميع التفاصيل."
وافق بيتش على التغييرات في الصياغة، بشرط موافقة السلطات في واشنطن. في 12 فبراير/شباط 1925، كتب كيز مرة أخرى ليخبره أن هاري ب. ليتل، مهندس الكاتدرائية الوطنية، نظر إلى التصميمات وكان لديه اقتراحات، بما في ذلك نقل عبارة "E PLURIBUS UNUM" من الجزء السفلي من جانب كونكورد إلى يسار minuteman. اقترح أيضًا وضع "19 أبريل" على العملة المعدنية؛ ولم يفعل بيتش ذلك، على الرغم من أنه اعتمد اقتراحات أخرى من كيز. شعرت لجنة الفنون الجميلة أن تمثال فرينش، بسبب ضيقه، غير مناسب للعملة المعدنية. ومع ذلك، وافقت على التصميم، وكتب مور إلى مدير دار سك العملة روبرت جيه جرانت في 5 مارس/آذار أنه "يجب السماح للمصمم باستخدام الرموز بالطريقة التي يعرف بها أفضل طريقة لاستخدامها في ملء مساحات العملة المعدنية أو الميدالية."
بحلول 27 مارس/أذار، اجرى تجارب على العملة الجديدة في دار سك العملة في فيلادلفيا. طلب ستون كمية أولية قدرها 100 ألف نصف دولار في 31 مارس/أذار.

## تصميم
عند الجسر الخشن الذي صد الفيضان،
رُفعت رايتهم لنسيم أبريل،
هنا وقف المزارعون المحاصرون،
وأطلقوا الرصاصة التي سُمعت في أرجاء العالم.

"ترنيمة كونكورد"، لرالف والدو إمرسون
يعيد الوجه الأمامي للعملة إنتاج تمثال دانيال تشيستر فرينش الذي يعود تاريخه إلى عام 1874، يحمل اسم The Minute Man، والذي يقف في كونكورد. إحياءً لذكرى رجال الميليشيا المتطوعين الذين قاتلوا البريطانيين في عام 1775، يُصور هذا التمثال مزارعًا يحمل بندقية في يده. كان معطفه ملفوفًا فوق محراثه، مستعدًا للاستجابة لإشارة التجمع، والتي من المفترض أن تأتي عن طريق الجرس الموجود في برج الجرس القديم في ليكسينغتون، وهو موضوع ظهر العملة المعدنية. يخفي رأس الرجل الصغير جزءًا من اسم البلد الذي ساعد في تأسيسه، يحيط به على اليسار الكلمات "CONCORD MINUTE-MAN" وعلى اليمين عبارة "IN GOD WE TRUST". لا يظهر على العملة المعدنية، ولكن على قاعدة التمثال في كونكورد، المقطع الأول من قصيدة رالف والدو إيمرسون، "ترنيمة كونكورد"، وهي أبيات حفظها أجيال من تلاميذ المدارس الأمريكية بعناية.

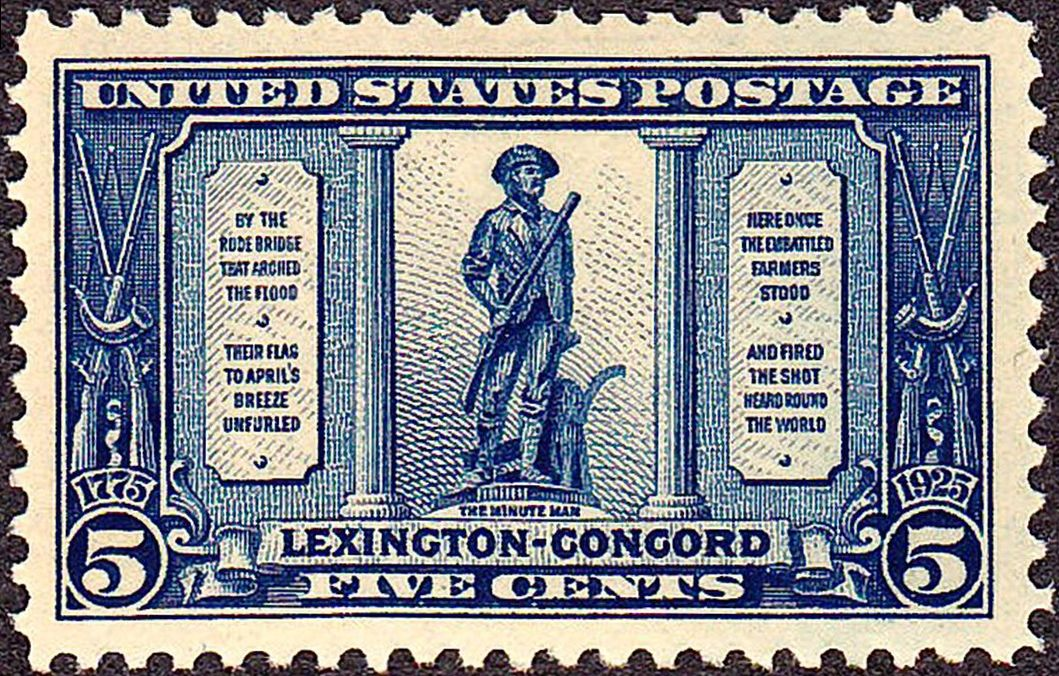
أصدرت إدارة البريد في الولايات المتحدة طابعًا تذكاريًا بهذه المناسبة يحمل صورة تمثال فرينش وبيت شعر إيمرسون.

يُصور الوجه الخلفي برج الجرس القديم، الواقع في ليكسينغتون، حيث قُرع الجرس لتجميع الميليشيات المحلية. لم يكن برج الجرس قديمًا في ذلك الوقت، بناء الجرس بعد التبرع بجرس يزن 463 رطل (210 كـغ) بواسطة إسحاق ستون إلى مدينة ليكسينغتون في عام 1761. دُق الجرس بعد وصول ريفير وداوس، ولكن عندما لم يظهر أي جنود بريطانيين، أرسل الكابتن جون باركر رجاله إلى ديارهم، مع تعليمات بالبقاء على أهبة الاستعداد. أُطلق الإنذار مرة أخرى في الساعة 5:30 صباحًا، عندما جاءت الكلمة بأن البريطانيين لم يكونوا بعيدين.
عالم العملات جون ف.جونز في مسحه الذي أجراه عام 1937 للتذكارات، رأى جونز أن التمثال وبرج الجرس موضوعان مناسبان للغاية للعملة، لكنه أعرب عن أسفه لأنها تفتقر إلى الخطوط الواضحة والحادة التي كانت موجودة في الإصدارات الخاصة السابقة. ذكر مؤرخ الفن كورنيليوس فيرمول، في كتابه عن العملات والميداليات الأمريكية، أن نصف دولار ليكسينغتون-كونكورد "يكاد يكون في مستوى الصورة الفنية، إذ لم يتبق سوى القليل من الأعمال الأصلية من جانب بيتش". استنكر فيرمول النقوش العديدة، مع إقراره بأنها فُرضت على بيتش، وكره بشكل خاص وضع عبارة "نحن نثق بالله": "لا شيء في غير محله أكثر من الشعار الديني." رأى فيرمول "على الرغم من أن هذه العُملة أقل إزعاجًا من نصف الدولار الذي خصصه لذكرى مئوية مبدأ مونرو، إلا أنها لا تُضفي أي قيمة على مكانة بيتش كفنان من الطراز الأول. ما تُجسده هذه العُملة من وطنية، يفتقر إليه الفن."

## الإنتاج والتوزيع والتجميع

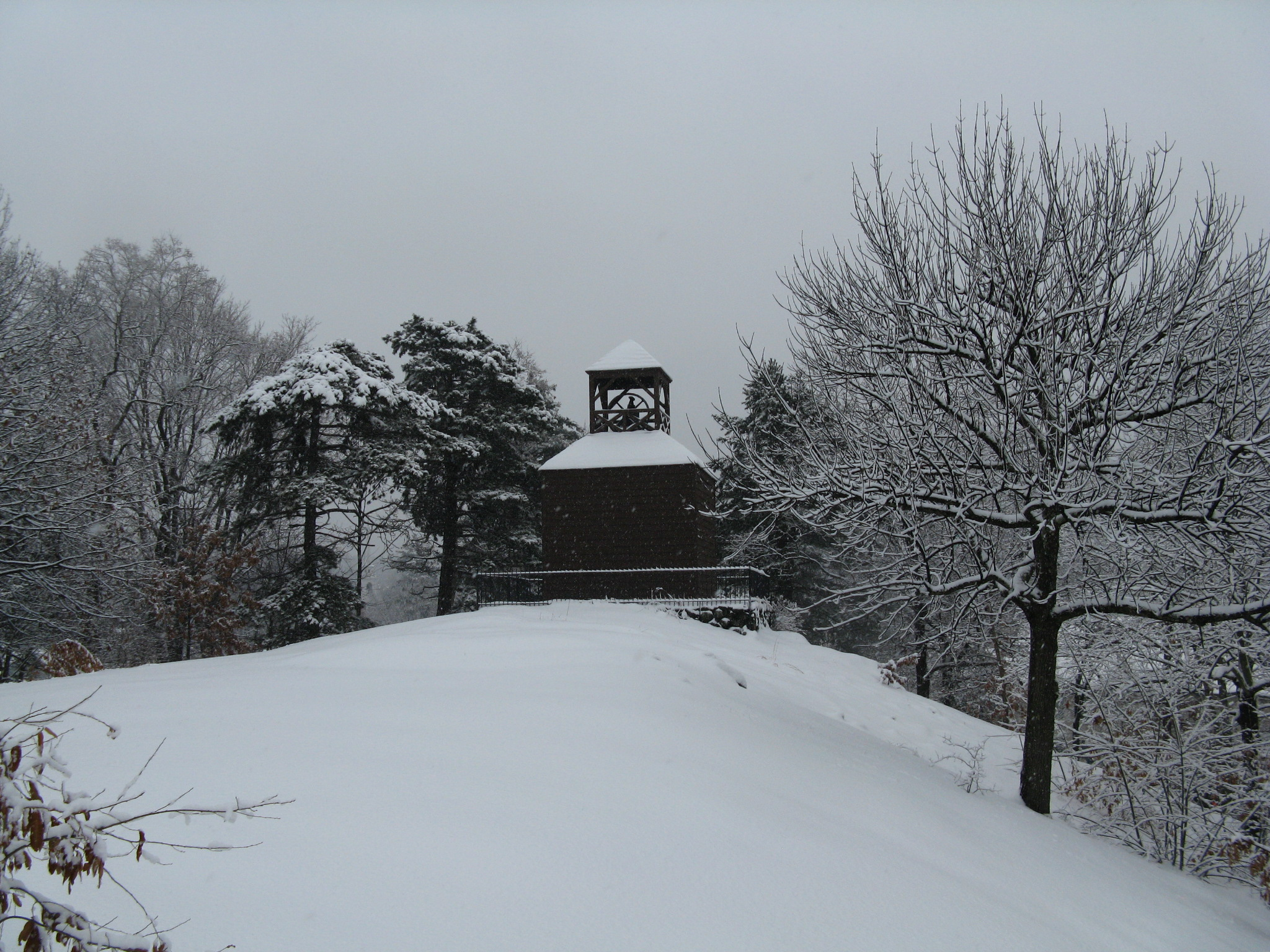
برج الجرس القديم، ليكسينغتون

سُك ما مجموعه 162,099 نصف دولار ليكسينجتون-كونكورد بمناسبة الكرى المائة والخمسين في دار سك العملة في فيلادلفيا في أبريل/نيسان ومايو/أيار 1925، مع تخصيص 99 قطعة للفحص والاختبار من قِبل لجنة الفحص لعام 1926. كانت العملات المعدنية مصنوعة من فراغات أو قطع صغيرة، كان من المفترض أن تُسك في صورة نصف دولار ستون ماونتن التذكاري لعام 1924، ولكن لم تُستخدم.
قُدمت العملة المعدنية الأولى إلى الرئيس كوليدج. بيع نصف الدولار في احتفالات الذكرى السنوية في ليكسينغتون وفي احتفالات كونكورد، وكلاهما عقد في الفترة من 18 إلى 20 أبريل/نيسان 1925، مع بيع 39,000 دولار في ليكسينغتون و21,000 دولار في كونكورد. وزعت من قِبل شركة Lexington Trust Company وبنك Concord National Bank، والتي باعتها في صناديق خشبية مزينة بصور التمثال وبرج الجرس. وبيعت من قِبل البنوك في جميع أنحاء نيو انجلاند، وإلى حد ما في أماكن أخرى من البلاد. أُعيدت 86 قطعة معدنية فقط إلى دار سك العملة، والتي من المرجح أنها تمثل قطعًا تالفة. بيع معظمها لعامة الناس، وليس لهواة الجمع. وكان سعر الطلب 1 دولار. تُدرج طبعة دليل RS Yeoman 's A Guide Book of United States Coins المنشورة في عام 2018 نصف الدولار بسعر يتراوح بين 75 دولارًا و700 دولارًا اعتمادًا على الحالة. بيعت عينة استثنائية في مزاد عام 2014 مقابل 11880 دولارًا.

## ملحوظات
1. ↑  The difference between the cost of making the coin, including the value of the metal inside it, and the face value.